# Мюнхнер Дункел
Мюнхнер Дункел (на немски: Münchner Dunkel – в превод Мюнхенско тъмно), известна и като Мюнхенски тъмен лагер, е традиционна тъмна баварска бира, в стил лагер, разновидност на вида тъмен лагер с тъмнокехлибарен до тъмнокафяв цвят и характерни вкус и аромат на мюнхенски малц и благороден хмел.

## Характеристика
Мюнхнер Дункел е класически тип тъмна кафява бира лагер от района на Мюнхен, с малцов акцент. Цветът е от тъмнокехлибарен до тъмнокафяв, често с червени или гранатови оттенъци. Образува кремовидна пяна, от светло до средно жълто-кафява. Прозрачна, но се правят и тъмни нефилтрирани версии. Преобладава богатият и сложен вкус на мюнхенския малц, с умерена сладост. Богати аромати на малц, с нотки на шоколад, орехи, карамел и благороден хмел. Алкохолното съдържание варира от 4,5 до 5,6 %.
Типични търговски марки са: Ayinger Altbairisch Dunkel, Hacker-Pschorr Alt Munich Dark, Paulaner Alt Munchner Dunkel, Weltenburger Kloster Barock-Dunkel, Penn Dark Lager, Capital Munich Dark, Harpoon Munich-type Dark Beer, Gordon Biersch Dunkels, Dinkel Acker Dark, Ottakringer Dunkles, Warsteiner Premium Dunkel, Hofbrau Dunkel, Becks Dark